# Federación turca de fútbol de Chipre
La Federación turca de fútbol de Chipre (en turco: Kıbrıs Türk Futbol Federasyonu, KTFF) es el cuerpo gobernante de fútbol en la República Turca del Norte de Chipre (RTNC). Organiza el fútbol de las ligas de RTNC y el equipo nacional. No es miembro de FIFA ni de la UEFA, pero se asocia a la Nueva Junta de las Federaciones. El presidente de la KTFF es Hasan Sertoğlu.Forma parte de la CONIFA (Confederación de Asociación de Fútbol Independiente) y sus intentos de normalización con la FIFA han sido bloqueados por el gobierno chipriota. La KTFF organiza tres divisiones de Liga, varias ligas de promoción, otra Sub-15 y una femenina.

## Historia
La Federación se formó en 1955, antes de la independencia de Chipre en 1960. La selección turcochipriota jugó su primer partido en 1962, contra Turquía. Éste era un resultado anterior al acuerdo entre la FIFA y la TRNC, en el cual el secretario general, el Dr. Helmut Käser, tomó la decisión de permitirle a la TRNC (establecida en 1983) jugar contra los equipos de otras asociaciones nacionales, a excepción de partidos oficiales. Aunque este acuerdo todavía está vigente, el presidente de la FIFA, Joseph Blatter, todavía resiste a las llamadas de concederle el número de miembros a la TRNC.